# Фани Чоджумова
Фани Вертер Чоджумова е българска журналистка, работила в БНР, радио „Тангра“ и вестниците „Континент“, „Българска армия“ и „Новинар“.

## Семейство
Фани Чоджумова е родена в Русе на 2 март 1952 г. Баща ѝ е журналистът Вертер Хлебаров, бивш царски офицер, участник във Втората световна война. Майка ѝ е детската учителка Стоянка Хлебарова (по баща Кунева), сестра на актьора от популярния състав „Буфосинхронисти“ Щилиян Кунев, баща на Меглена Кунева. По-голяма сестра на Фани е художничката Ема Вертерова, която живее и твори в Габрово.
В началото на 1980 г. Фани се омъжва за студента от ВИТИЗ (днес НАТФИЗ) Анри Чоджумов, син на дългогодишния директор на Плевенския драматичен театър Илия Чоджумов (1924 – 2017). Фани и Анри Чоджумови имат син Илин.

## Журналистическа дейност
От средата на 70-те до началото на 90-те работи в Българското национално радио (БНР) – първоначално и най-дълго в Младежката редакция с основен ресор международни младежки отношения, а след това – в новинарската програма „Хоризонт“.
Впоследствие за няколко години става част от екипа на радио „Тангра“, след което преминава в печатните медии: вестниците „Континент“, „Българска армия“, „Новинар“.
Насочва се предимно към теми, свързани с актуалните проблеми на деня, не се колебае да влезе в словесни, а и в правни битки. Волен Сидеров завежда срещу нея дело за клевета, което тя печели благодарение на адвокат Александър Кашъмов.
Почива на 6 ноември 2023 г. в София.